# Brooklyn Field Club
Brooklyn Field Club was een Amerikaanse voetbalclub uit New York. De club werd opgericht in 1898 en opgeheven in 1924. De club speelde zeven seizoenen in de National Association Football League en vier seizoenen in de American Soccer League. Hierin werd de club eenmaal kampioen.

## Erelijst
- National Association Football League

Winnaar (1): 1914
- National Challenge Cup

Winnaar (1): 1914